# دولت‌آباد (جعفرآباد، غرب)
دولتان یک روستا در ایران است که در دهستان جعفرآباد شهرستان قم واقع شده‌است. دولت‌آباد ۳۰۵ نفر جمعیت دارد.